# De Monarchia

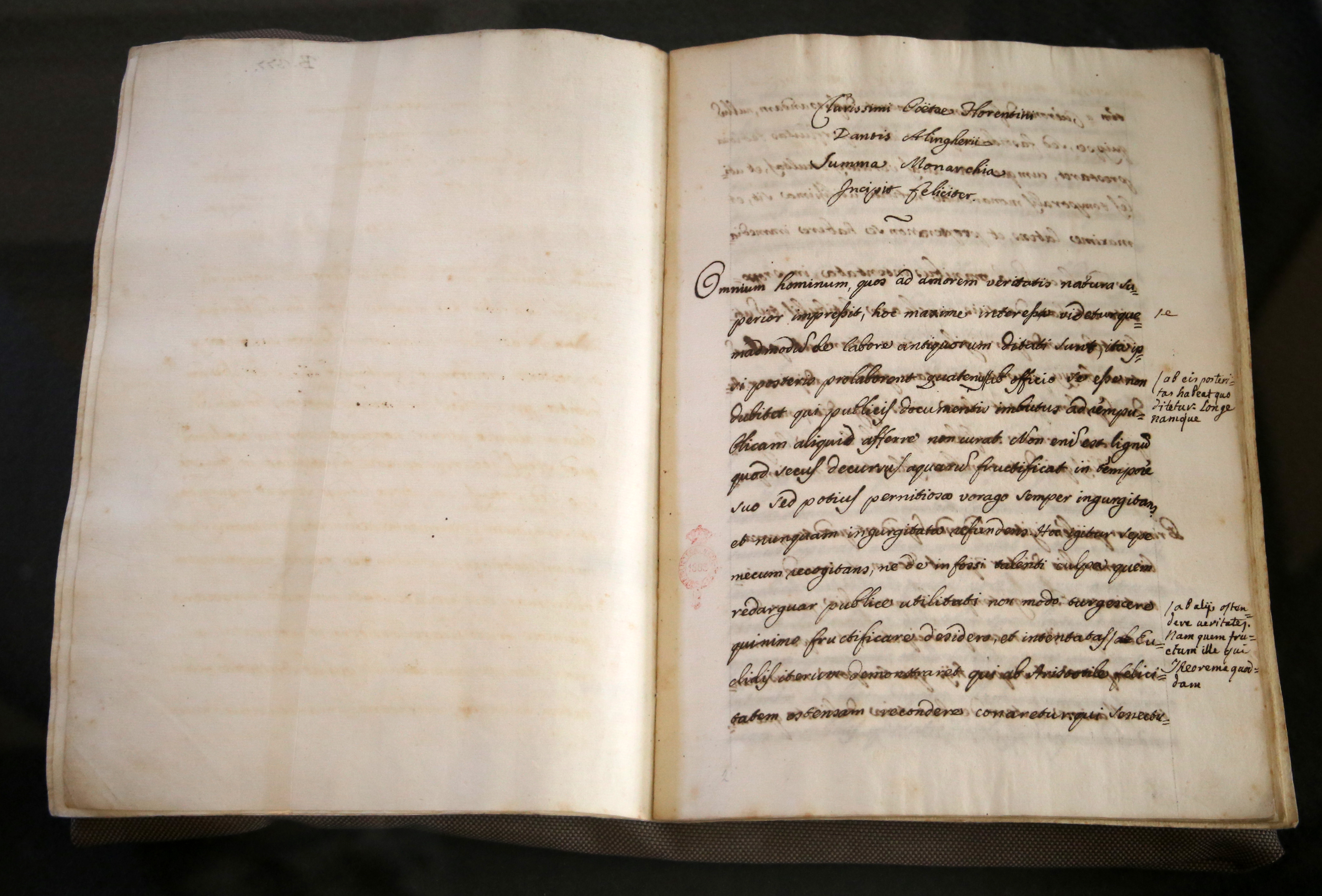
De Monarchia (1700-50s)

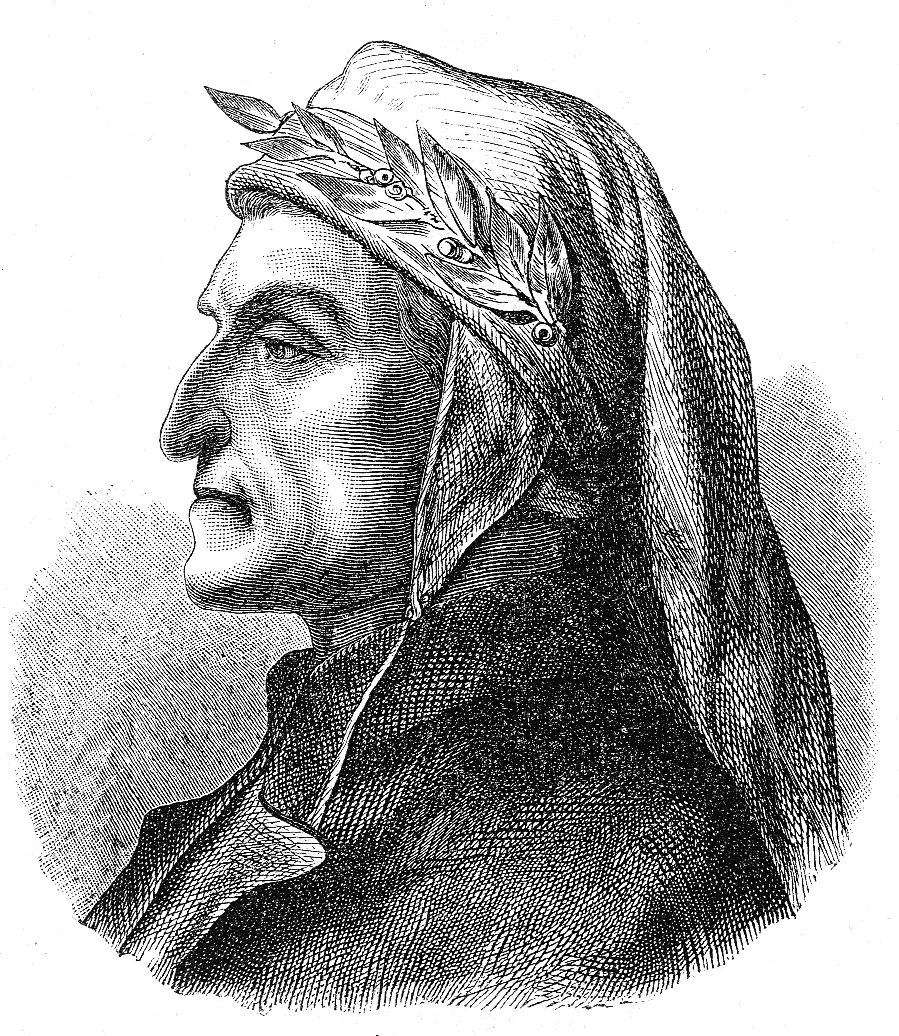
Dante Alighieri

Armas del emperador Enrique VII

Armas del papa Clemente V

De Monarchia es un texto de carácter político escrito por Dante Alighieri durante su exilio en Rávena, en el que el poeta florentino trata sobre la forma de gobierno ideal; y, en concreto, el papel que en ese gobierno le corresponde al Emperador de Alemania y al Papa, como soberano de los Estados Pontificios. Dante defiende que la autoridad del emperador no procede del papa, aunque al mismo tiempo señala la sujeción del emperador respecto al papa, porque la felicidad temporal hacia la que guía el emperador está en función de la felicidad eterna a la que conduce el papa.

## Contexto histórico
De Monarchia fue escrita por Dante, durante su exilio en Rávena, hacia 1313. Compone su texto en latín, y esto hecho en una época en que ha escrito en italiano el  Convivio, y esta escribiendo ese mismo idioma la Divina Comedia, muestra su deseo dar a conocer su contenido en el ambiente intelectual, no solo de Italia, sino de toda Europa. Su contenido, por otra parte, es reflejo no solo de su pensamiento filosófico y político, sino también de las circunstancias históricas que le rodean.
Escrito durante su exilio en Rávena, la obra debió realizarse tras unos hechos que en un primer momento le llenaron de esperanza, aunque el final defraudó esas expectativas. Las autoridades de Florencia, bajo el poder de los que apoyaban la intervención del papa en el gobierno de la ciudad habían prohibido a Dante el regreso a su ciudad. En  noviembre de 1308, Enrique VII, conde de Luxemburgo, recibió la elección imperial y unos meses después, en julio de 1309 Clemente V, que había sucedido a Bonifacio VIII, declaró que Enrique era el rey de los romanos y lo invitó a Roma para ser coronado como emperador del Sacro Imperio Romano Germánico. Dante apreciaba esta situación que suponía un emperador dispuesto a asegurar la paz en Italia, y respetuoso con el papado. Sin embargo, Enrique se detuvo demasiado tiempo en el norte y esto permitió que sus enemigos se organizasen, y el propio papa Clemente se volvió contra Enrique. Fue precisamente esta acción del papa el que llevó a escribir Monarchia, uno de los mayores tratados polémicos de Dante,

## Estructura y contenido deMonarchia
El texto de Dante se distribuye en tres libros, que no reciben ningún título particular, identificándose solo por el número romano que indica su orden. Cada uno de estos libros contiene distinto número de capítulos: el Libro I, contiene 16 capítulos; el II, 11 y el III, 15.

### Primer libro
Dante dedica su primer libro a una articulada demostración de la necesidad del imperio para el bienestar del mundo. Ante todo muestra que la finalidad de la sociedad humana es el progreso intelectual, el avance en el conocimiento, y esto se consigue en un estado de tranquilidad y paz. Sobre esta idea desarrolla un conjunto de argumentos, expuestos a modo de silogismos, que muestran el papel que corresponde al emperador en la consecución de esa paz. La coordinación de las partes que forman la humanidad necesitan de un poder que las coordine y dirija al fin que le es propio; solo en ese orden superior, cada una de las partes puede asegurar el orden interior. La unidad de Dios, la armonía en el universo físico regido por el Primer motor, son ideales a los que la humanidad puede acercarse bajo el gobierno del emperador.
La libertad del hombre, que es el mayor regalo que Dios nos ha hecho, también queda favorecido por el imperio. El fundamento de la libertad es el libre albedrío que juzga sin dejarse llevar por los apetitos; la humanidad disfruta el máximo de la libertad en la medida en que el emperador sitúa a los gobiernos, que tratan de reducirnos a servidumbre, en el camino correcto, de modo que se orienten hacia la libertad (libro I, cap. 12).

### Segundo libro
En este libro su autor muestra que la dignidad imperial le corresponde por derecho al pueblo romano. No es esa la situación en que se ha mantenido Roma hasta los años en que escribe Dante, por ello comienza este libro refiriéndose al segundo salmo de David, en que se muestra como los reyes se han confabulado contra el ungido de Dios. Para demostrar el papel que debe desempeñar el pueblo romano, Dante argumenta como ese papel le ha sido asignado por la voluntad divina. Recurre para ello a exponer la nobleza del pueblo romano, que tiene su origen en el mismo Eneas, que recogía la virtud de sus antepasados. Por otra parte el empleo de la ley por el imperio romano muestra el deseo de alcanzar bien de toda la humanidad; el hecho de que el imperio romano triunfase en su gobierno del mundo, cuando tanto otros imperios habían fracasado en este intento es muestra de la voluntad de Dios. 
Hasta ahora la demostración se había basado en hechos humanos, pero Dante quiere demostrarla también por la fe. Para ello se apoya el nacimiento de Cristo cuando se dio el edicto para formar el censo del imperio, y con ello muestra que su promulgación por los romanos era correcta y justa la autoridad que lo promulgó. Esa misma autoridad hace que la muerte, bajo el poder romano, sea el castigo de nuestros pecados; pues un castigo solo es tal cuando lo infringe quien tiene el poder legítimo para castigar. Dante termina su libro quejándose de que las condiciones en Italia hayan quedado empañadas como resultado de la donación de Constantino, que se dejó engañar por sus intenciones piadosas.

### Tercer libro
En el tercer libro muestra, en cierto modo, la finalidad para la que Dante escribe este tratado, responder a una cuestión que considera de primera importancia, si la autoridad el emperador deriva directamente de Dios, o a través del papa (libro III, cap. 1 §5). Para dar respuesta a esta cuestión se apoya en un principio que considera irrefutable: "quod naturae intention repugnat Deus nolit", es decir: Dios no quiere lo que repugna a la intención de la naturaleza.
El autor identifica tres tipos de personas que consideran que la autoridad del Imperio depende de la autoridad de la Iglesia. Por una parte, aquellos que movidos por la codicia, se proclaman hijos de la Iglesia, pero en realidad son capaces de negar la verdad (libro III cap. 3 §8); contra ellos no considera necesario aportar ningún argumento. Otros quieren disminuir la autoridad del imperio apoyándose en las decretales pontificias   (libro III cap. 3 §9), como si fueran fundamento de la fe; sin embargo, aunque Dante las reconoce venerables, muestra que no pueden anteponerse a las Sagradas Escrituras, ni a las obras de los Padres de la Iglesia.  Por último, hay otra categoría de personas que buscan sujetar la autoridad del emperador a la de la Iglesia, movidos por el celo por el poder de las llaves, que Cristo entregó a Pedro  (libro III cap. 3 §7), y por amor a la Iglesia; en esta categoría  entra el pontífice, ciertos obispos y otros fieles. Los argumentos presentados por estas personas son los que se dispone a discutir.
Analiza así los argumentos aportados con base al Antiguo y Nuevo Testamento, y los que se apoyan en la donación de Constantino. Ninguno de ellos los considera válidos, En cuanto a los argumentos históricos, aunque piensa que esta donación existió, hace notar que solo supuso ceder la administración de esos bienes a la Iglesia, pero no su propiedad, y menos aún que, apoyado en esa donación, el papa pudiese transferir la autoridad imperial desde Oriente a Occidente. 
Junto al rechazo de esos argumentos, Dante presenta los que muestran que la autoridad del emperador no depende de la Iglesia. Por una parte recuerda que el Imperio es anterior a la Iglesia, y por tanto no puede recibir de ella la autoridad (libro III cap. 12 §3); por otra, la Iglesia no tiene autoridad sobre lo temporal, y por tanto no puede transmitir al Imperio tal potestad, pues nadie da lo que no tiene (libro III cap. 13 §6). Por último, el poder de conferir la autoridad se opone a la naturaleza de la Iglesia, como muestra que Cristo ante Pilato rechazó el poder temporal (libro III cap. 14 §5). 
Dante no se limita a negar con sus argumentos la opinión contraria, sino que de modo directo quiere demostrar que la autoridad del emperador depende directamente de Dios (libro III cap. 15 §2). Parte para ello de la naturaleza del hombre compuesto de alma y cuerpo, y por tanto con dos finalidades: la felicidad terrenal y la eterna. Cada uno de estos fines tiene su propio campo de acción (libro III cap. 15 §6), la felicidad terrenal se persigue actuando de acuerdo con las virtudes morales y terrenales; la felicidad eterna siguiendo las enseñanzas reveladas y operando de acuerdo con las virtudes teologales. Pero para alcanzar estos fines, el hombre tiene que superar los obstáculos del egoísmo, y para ello Dios les ha proporcionado unas guías. El papa, siguiendo la verdades reveladas, conduce a los hombres a la vida eterna (libro III cap. 15 §10); el emperador, siguiendo las enseñanzas de la filosofía lo guía hacia la felicidad terrena (libro III cap. 15 §13).
Por tanto la autoridad del emperador, deriva directamente de Dios a través de la elección por los príncipes electores; igual que la del Papa procede de Dios a través de la elección canónica. Sin embargo, Dante, aclara que esto no excluye que exista un vínculo de sujeción del emperador al papa, ya que la felicidad terrena está en función de la eterna, Por esto el emperador debe al papa "la reverencia que el primogénito debe su padre; y el pontífice, al bendecirlo, lo ilumina con la luz de la gracia, para que pueda ejercer más eficazmente el gobierno que Dios le ha conferido" (Libro III, cap. XV §18).

## Teoría política deMonarchia
Dante expone en Monarchia el papel que corresponde al emperador de Alemania en el gobierno de Italia, con una autoridad que corresponde directamente de Dios, y que no se la otorga la Iglesia. Pero fuera del contexto histórico y cultural en que presenta su obra, Dante ofrece una teoría política sobre las relaciones entre la Iglesia y el Estado: los dos poderes tiene su propio campo de acción, el Estado busca el bien temporal de sus súbditos, la Iglesia el bien eterno de los cristianos; se trata de un principio afirmado por Cristo: "dad al César lo que es del César y a Dios lo que es de Dios". Pero esa independencia no supone que el Estado no pueda olvidar que el bien temporal ha de estar al servicio del bien espiritual. El final del tratado de Dante afirma de modo rotundo que existe un vínculo de sujeción del emperador respecto al papa, se entiende que en todo aquello que corresponde al bien espiritual de los ciudadanos.
En el marco de las diversas soluciones que se han presentado para explicar la relación entre la Iglesia y el Estado, Dante "encaja entre quienes, evitando las posiciones radicales del nacionalismo francés y el imperialismo gibelino, intentaron. La forma moderada de armonizar las demandas de la idea imperial con las de la supremacía del poder espiritual, sin detenerse en la simple coordinación de los dos poderes. Enemigo, por lo tanto, de la "potestas directa in temporalibus" de la Iglesia, pero no de una relación basada en el principio de la superioridad del fin espiritual del hombre sobre su fin temporal".